# Rocher du Cheylaret
Le rocher du Cheylaret (également appelé truc du Cheylaret) est un sommet basaltique de forme tabulaire située dans le Nord-Ouest du département français de la Lozère, sur la commune de Chauchailles.

## Géographie et géologie
Le sommet se trouve en bordure est de l'Aubrac et surplombe la vallée du Bès, à la limite du Cantal. C'est un sommet basaltique (basanite microlithique porphyrique) dégagé par l'érosion, en particulier l'érosion glaciaire. C'est en fait un ancien lac de lave qui se présente aujourd'hui sous la forme d'une mesa nettement proéminente. Il est daté de 6 Ma et s'est donc formé lors d'un épisode tardif du volcanisme de l'Aubrac.

## Accès
L'accès au sommet peut se faire depuis le village du Cheylaret, ou depuis la D12 en contrebas. Son ascension est aménagée. Le rocher dispose d'une table d'orientation et une statue de Marie y a été érigée en 2006.

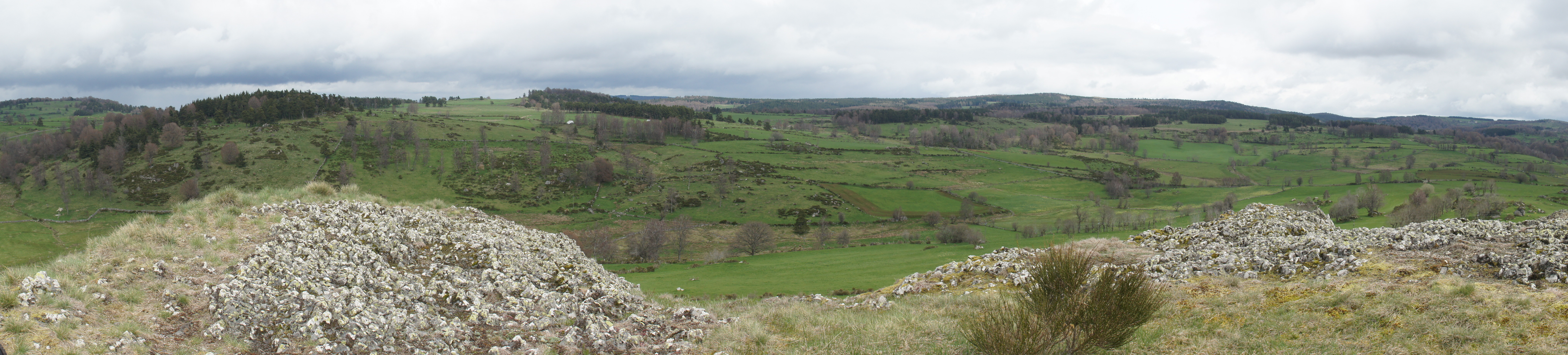
Vue vers le nord.

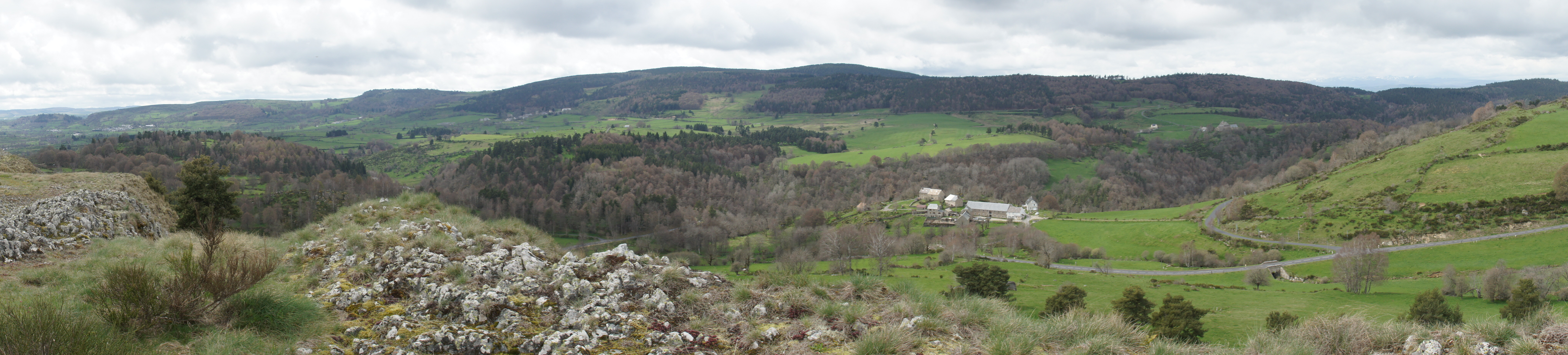
Vue vers l'ouest.